# Ghana en los Juegos Paralímpicos de Pekín 2008
Ghana estuvo representada en los Juegos Paralímpicos de Pekín 2008 por dos deportistas, un hombre y una mujer. El equipo paralímpico ghanés no obtuvo ninguna medalla en estos Juegos.